# Antonio Aldape
Antonio Aldape Chávez (* 20. November 1978) ist ein mexikanischer Radrennfahrer und älterer Bruder von Moisés Aldape.
Antonio Aldape wurde 2003 mexikanischer Meister im Straßenrennen. Auf internationaler Ebene gewann er Etappen bei der Vuelta al Estado de Oaxaca, dem Doble Copacabana Grand Prix Fides und der Vuelta Mexico. 

## Erfolge
2003
- Mexikanischer Straßenmeister

2006
- eine Etappe Vuelta al Estado de Oaxaca

2007
- eine Etappe Doble Copacabana Grand Prix Fides

2008
- eine Etappe Vuelta Mexico

## Teams
- 2008 Canel’s Turbo Mayordomo
- 2009 Tecos de la Universidad Autónoma de Guadalajara